# Trận Long Định
Trận Long Định là một trận đanh trong Chiến tranh Việt Nam giữa Mặt trận Dân tộc Giải phóng miền Nam Việt Nam và Quân lực Việt Nam Cộng hòa.

## Nguyên nhân
Quá trình giám sát của trực thăng Hoa Kỳ đã phát hiện một nhóm lớn các chiến binh Việt Cộng đang đóng quân trong một khu rừng gần Long Định. Tướng Nguyễn Khánh tức tốc dồn lực lượng bộ binh đến đó, sử dụng thiết giáp chở quân M113.

## Chiến dịch
Ngày 26 tháng 2 năm 1964, ba nghìn lính Việt Nam Cộng Hoà bao vây Tiểu đoàn 514 của Mặt trận Dân tộc Giải phóng miền Nam Việt Nam tại Long Định. Trong trận chiến kéo dài 8 tiếng đồng hồ, Quân lực Việt Nam Cộng hòa đã tránh đụng độ với Việt Cộng, thay vào đó chỉ huy Quân lực Việt Nam Cộng hòa tấn công đối phương bằng không quân và pháo binh nhằm gây ra thiệt hại. Kết quả là Tiểu đoàn 514 Mặt trận Dân tộc Giải phóng miền Nam Việt Nam đã luồn được qua các khoảng trống và rút lui khỏi khu vực chiến sự thành công, sử dụng các toán bắn tỉa để bảo vệ các cuộc vượt sông.

## Hậu quả
Do sự bất lực của Quân lực Việt Nam Cộng hòa trong trận chiến này, Tướng Nguyễn Khánh đã cách chức 5 tư lệnh trong sư đoàn do ông chỉ huy.